# إزرائيل ديلغادو
إزرائيل ديلغادو (بالإسبانية: Israel Delgado)‏ (22 يناير 1979 بمدريد في إسبانيا - ) هو لاعب كرة قدم إسباني في مركز الدفاع. لعب مع سلتا فيغو ب وسلتا فيغو وكولتورال ديبورتيفا ليونيسا ونادي ديبورتيفو طليطلة ونادي غوادالاخارا ونادي قرطبة وLorca Deportiva CF ‏ وCE Premià ‏ ونادي كورنيا.

## وصلات خارجية
- إزرائيل ديلغادو على موقع قاعدة بيانات كرة القدم.إي يو (الإنجليزية)
- إزرائيل ديلغادو على موقع Soccerway.com (الإنجليزية)
- إزرائيل ديلغادو على موقع AS.com (الإسبانية)